# Внуково (посёлок, Новомосковский административный округ)
Вну́ково — посёлок в Новомосковском административном округе Москвы (до 1 июля 2012 года был в составе Ленинского района Московской области). Административный центр поселения Внуковское. В 2011 году в состав Внукова был включён посёлок Изваринской школы.

## Расположение
Посёлок Внуково находится примерно в 7 км к северо-западу от центра города Московский. Ближайшие населённые пункты — деревня Внуково, посёлок станции Внуково и деревня Абабурово. В посёлке расположена станция Внуково Киевского направления МЖД. Рядом с посёлком проходит Минское шоссе.

## Население
| 2002 | 2006 | 2010 |
| ---- | ---- | ---- |
| 187  | ↘117 | ↗315 |

Согласно Всероссийской переписи, в 2002 году в посёлке проживало 187 человек (87 мужчин и 100 женщин). По данным на 2005 год в посёлке проживало 117 человек.